# Bolbitis helferiana
Bolbitis helferiana là một loài dương xỉ trong họ Dryopteridaceae. Loài này được K.Iwats. mô tả khoa học đầu tiên năm 1959.
Danh pháp khoa học của loài này chưa được làm sáng tỏ. 